# Tristia
Tristia (în română Tristele) este o operă poetică, în cinci volume, a poetului roman Publius Ovidius Naso, cunoscut și ca Ovidiu, după ce fusese exilat din Imperiul Roman în anul 8 al erei noastre.  Poetul utilizează în aceste poeme cupletul de forma elegiei, o metrică tipică pentru lamentarea mizeriei exilului în orașul antic Tomis, la țărmul Mării Negre (Pontus Euxin) și al dorului său față de Roma mult iubită.  De asemenea, tonul poeziilor sale indică speranța că într-o bună zi pedeapsa sa va fi abolită sau măcar îndulcită. 
Începutul este următorul: 

Parue -- nec inuideo -- sine me, liber, ibis in urbem:
ei mihi, quod domino non licet ire tuo!
Traducere: 

Tu vei merge, mica mea carte, fără mine în oraș, dar nu te invidiez.
Mergi - du-te în orașul interzis mie - interzis stăpânului tău.
(din ForumRomanum.org)